# Grande Ferro R

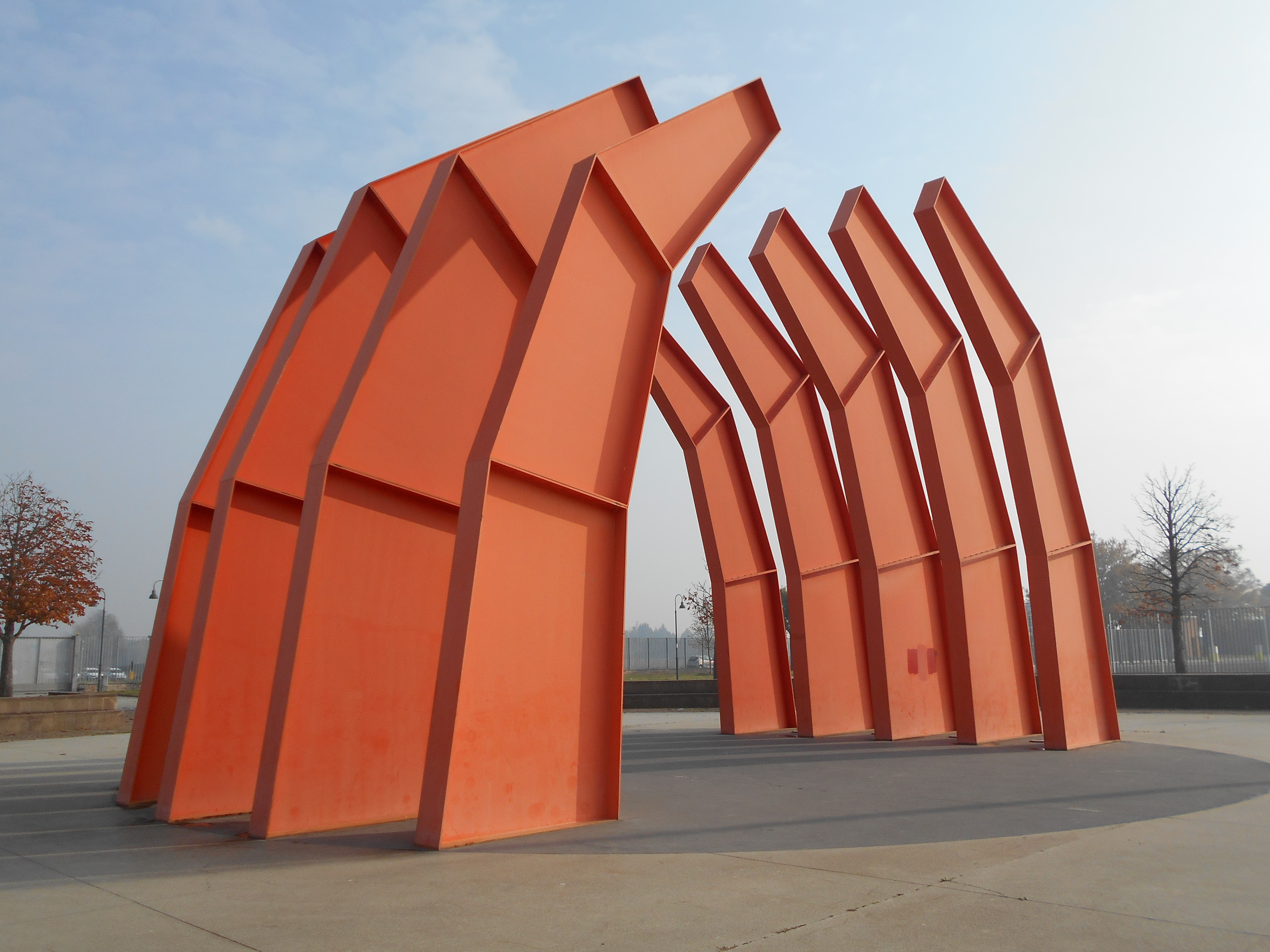
Il Grande Ferro R presso il Pala De André a Ravenna

Il Grande Ferro R è un'opera artistica scultorea di Alberto Burri del 1990, un intervento Site-specific per il complesso del Palazzo Mauro De André a Ravenna; l'opera fu commissionata da Raul Gardini tramite l’architetto Francesco Moschini e la collaborazione dell’architetto Carlo Maria Sadich 

## L'opera
La scultura Il Grande Ferro R creata per il piazzale del Palazzo delle Arti e dello sport Palazzo Mauro De André di Ravenna. Ha come tema principale il teatro, più volte indagato dal maestro umbro, con un forte riferimento a un'opera già presentata ai Giardini della Biennale di Venezia del 1984, ripresa anche nel dipinto Cellotex  del 1994 esposto a Parigi.
Il Grande Ferro R sembra, infatti, sottolineare proprio una scena teatrale che rimanda al contempo all'immaginario, per raccontare il rapporto della città di Ravenna con la pineta di Lido di Classe, ma non solo, è anche una rievocazione della carena di una nave rovesciata, abbandonata, che aperta guarda ai lidi. Un'azione che non si compie, un ponte interrotto. Una narrazione posta davanti all'edificio che lo ridisegna in un luogo.

Nel 2024 l'opera è stata oggetto di un restauro che le ha restituito l'aspetto originario, soprattutto per quanto riguarda il colore rosso della struttura. I lavori sono stati coadiuvati dal Comune di Ravenna in collaborazione con la Fondazione Palazzo Albizzini Collezione Burri.